# محمد أيروفان
محمد أيروفان مواليد 24 يوليو 1994 في المالديف، هو لاعب كرة قدم مالديفي. يلعب كلاعب وسط مع نادي مازيا.

## المهنية
انضم إلى نادي كلوب فالنسيا في عام 2012 ولعب على مستوى الشباب قبل الانتقال إلى الفريق الأول في العام 2013. ثم انضم في وقت لاحق إلى نادي مازيا في السنة التالية عام 2014 وحصل على جميع الجوائز الكبرى في المالديف في غضون ثلاث سنوات فقط.
كما مثل نادي مازيا في كأس الاتحاد الآسيوي. وفي عام 2014، فاز بجائزة هافيرو الرياضية لأفضل لاعب تحت 21 سنة في جزر المالديف.

## الدولية
كان أيروفان قائد فريق جزر المالديف تحت 23 عاما بين سنة 2012 إلى 2016.
لعب مع منتخب المالديف الأول لأول مرة في مباراة جزر المالديف ضد منتخب بوتان في في تصفيات كأس العالم 2018. حيث دخل في الدقيقة 74 بديلا عن اللاعب أشاد علي حيث فازت المالديف بنتيجة 4-3.

## وصلات خارجية
- محمد أيروفان على موقع الاتحاد الدولي (مؤرشف)  (الإنجليزية)
- محمد أيروفان على موقع إي إس بي إن إف سي (الإنجليزية)
- محمد أيروفان على موقع قاعدة بيانات كرة القدم.إي يو (الإنجليزية)
- محمد أيروفان على موقع ناشيونال فوتبول تيمز (الإنجليزية)
- محمد أيروفان على موقع Soccerway.com (الإنجليزية)
- محمد أيروفان على موقع عالم كرة القدم.نت (الإنجليزية)